# Амброз (Джорджія)
Амброз (англ. Ambrose) — місто (англ. city) в США, в окрузі Коффі штату Джорджія. Населення — 327 осіб (2020).

## Географія
Амброз розташований за координатами 31°35′43″ пн. ш. 83°0′54″ зх. д. / 31.59528° пн. ш. 83.01500° зх. д. (31.595145, -83.014895).  За даними Бюро перепису населення США в 2010 році місто мало площу 8,12 км², з яких 7,90 км² — суходіл та 0,22 км² — водойми.

## Демографія
Згідно з переписом 2010 року, у місті мешкало 380 осіб у 137 домогосподарствах у складі 92 родин. Густота населення становила 47 осіб/км².  Було 161 помешкання (20/км²).
Расовий склад населення:
| - 65,5 % — білих - 16,8 % — чорних або афроамериканців - 0,5 % — вихідців з тихоокеанських островів - 0,3 % — корінних американців - 15,5 % — осіб інших рас |

До двох чи більше рас належало 1,3 %. Частка іспаномовних становила 25,0 % від усіх жителів.
За віковим діапазоном населення розподілялося таким чином: 30,0 % — особи молодші 18 років, 57,4 % — особи у віці 18—64 років, 12,6 % — особи у віці 65 років та старші. Медіана віку мешканця становила 32,4 року. На 100 осіб жіночої статі у місті припадало 100,0 чоловіків;  на 100 жінок у віці від 18 років та старших — 103,1 чоловіків також старших 18 років.
Середній дохід на одне домашнє господарство  становив 31 916 доларів США (медіана — 17 778), а середній дохід на одну сім'ю — 39 484 долари (медіана — 30 208). За межею бідності перебувало 43,1 % осіб, у тому числі 59,0 % дітей у віці до 18 років та 43,8 % осіб у віці 65 років та старших.
Цивільне працевлаштоване населення становило 143 особи. Основні галузі зайнятості: виробництво — 21,7 %, сільське господарство, лісництво, риболовля — 18,9 %, будівництво — 14,7 %, роздрібна торгівля — 13,3 %.